# Losar

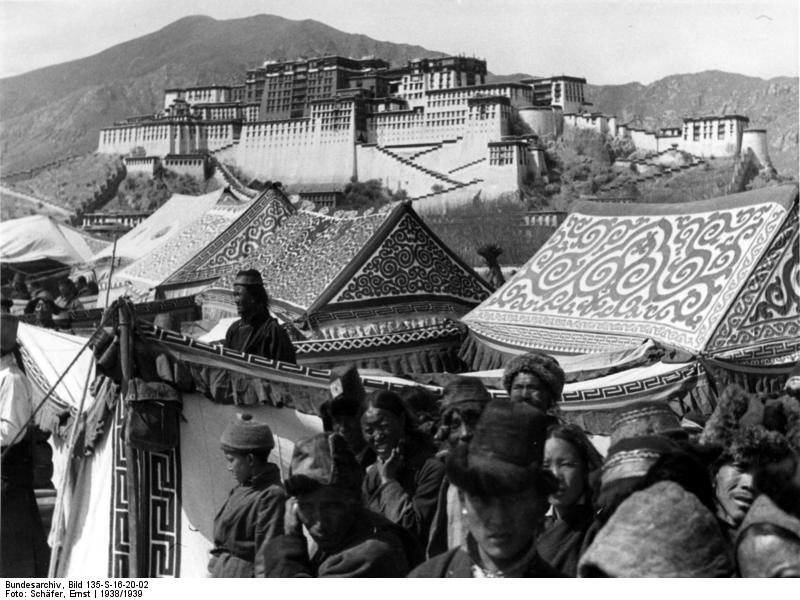
Tentes érigées lors du Losar à Lhassa, vers le 20 février 1939.

Losar (tibétain : ལོ་གསར, Wylie : lo gsar) est le nom de la fête du Nouvel An tibétain (tibétain : བོད་ཀྱི་ལོ་གསར།, Wylie : bod kyi lo gsar, THL : bökyi losar). Losar signifie littéralement nouvelle année (lo = année,  gsar = nouveau). Avec le festival de la Grande Prière (Monlam) fondé par Tsongkhapa en 1409, c'est l'une des deux fêtes bouddhistes les plus importantes au Tibet.

## Origines
Les fêtes du Nouvel An ont une origine prébouddhique remontant au premier roi tibétain Nyatri Tsenpo, dont le règne débuta en l’an -127 (av. J.-C.). L'année de son intronisation marque la première année du calendrier tibétain, c'est donc en son honneur qu'est célébré le Losar.

## Calcul

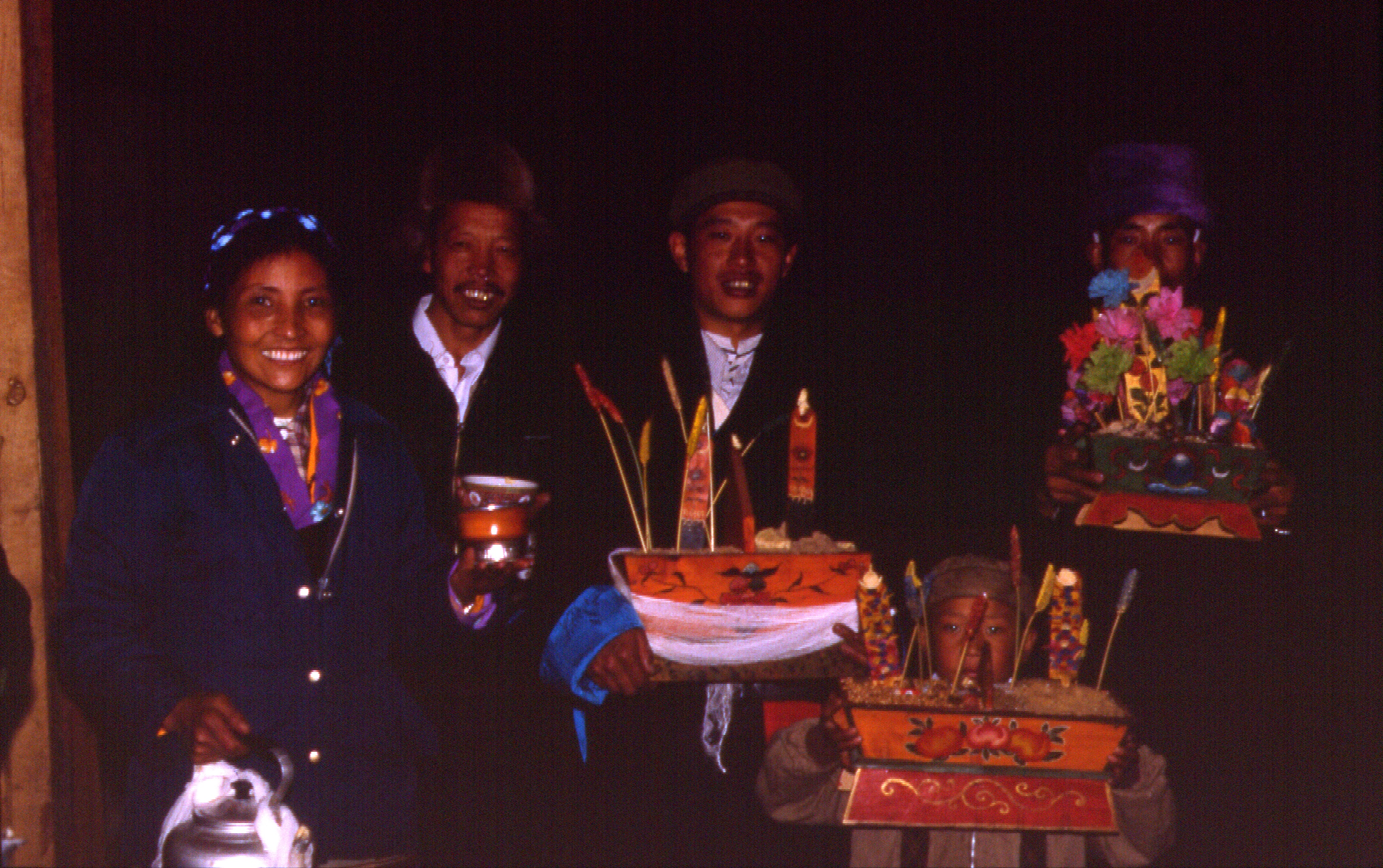
Célébration à Chamdo, région autonome du Tibet, le 19 février 1985, la veille du Losar.

Le Losar tombe souvent un jour ou un mois plus tard que le Nouvel An chinois. Il est calculé, à peu de chose près, de la même manière que le Tsagaan Sar, le Nouvel An de la Mongolie, lequel repose sur le même concept que le Nouvel An chinois mais se calcule différemment.
Le Losar coïncide avec le premier jour de la nouvelle année lunaire. La date est choisie conformément à l’astrologie tibétaine, matière étudiée dans le cadre des études de médecine tibétaine traditionnelle.

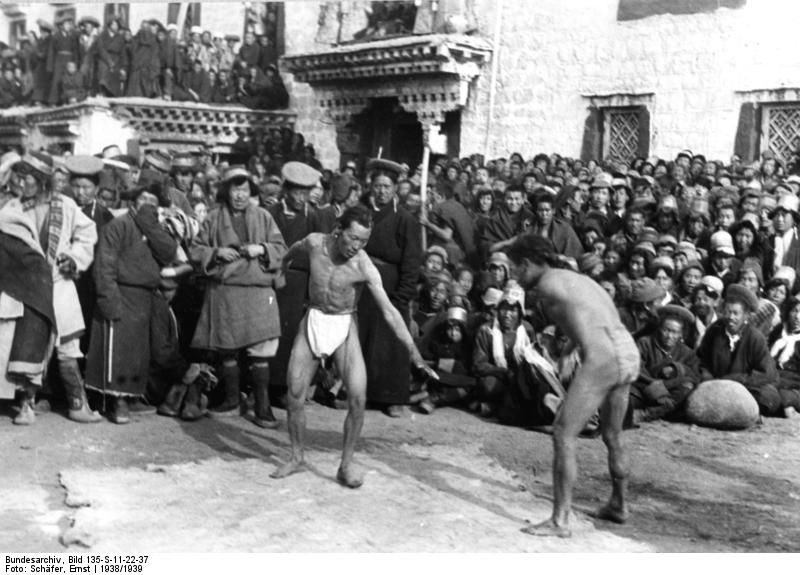
Lutte pendant les festivités du Losar à Lhasa en 1939.

## Déroulement des célébrations
Le Losar est célébré pendant 15 jours, les célébrations principales se déroulant les trois premiers jours. Le premier jour de Losar, une boisson appelée changkol est faite de chhaang (un cousin tibétain de la bière). Le deuxième jour de Losar est appelé le Losar du Roi  (gyalpo losar). Le Losar est traditionnellement précédé par cinq jours de pratique de Vajrakilaya.
Le premier jour de la pleine lune, chonga chopa, 15e jour du calendrier tibétain est marqué par l'exposition de sculptures de beurre, traditionnellement réalisées par les moines de Gyuto et Gyurmé, maintenant en Inde. Les célébrations ont lieu à Dharamsala.

## Extension géographique

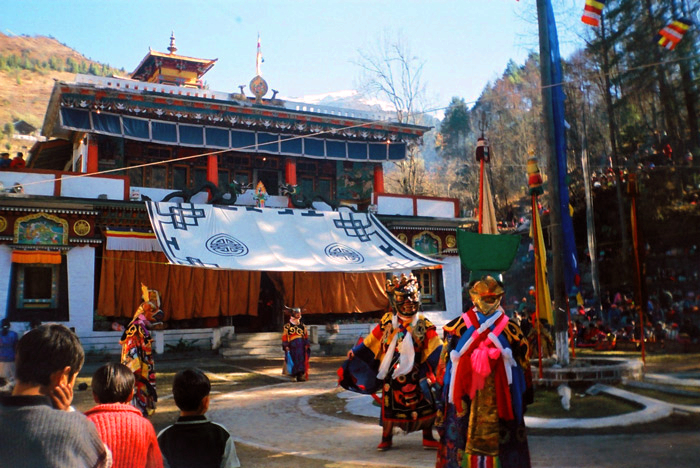
La danse des lamas à Lachung au Sikkim durant la fête bouddhiste de Losung le 11 décembre 2004.

Le Losar est célébré par les Yolmo (en) et les Sherpa au Népal et au Bhoutan.
Au Sikkim, au milieu des années 1960, le 16e Karmapa encouragea les villageois de Tingchim (en) à célébrer la nouvelle année lors du Losar, le Nouvel An tibétain, et non plus lors du Losung en décembre après les récoltes. Après son intervention, Losung est marqué par des rituels bouddhiques, tandis que la nouvelle année est célébrée lors de Losar.

## Appels à l'annulation des festivités de 2009 à 2013
En 2009, le gouvernement tibétain en exil en Inde a annoncé qu'il n'y aurait pas de célébrations pour marquer le Nouvel An tibétain. Des Tibétains du Tibet ont signalé qu'ils feraient de même, en souvenir des Tibétains morts durant les troubles au Tibet en 2008 ,,.
En 2010, depuis Dharamsala, le dalaï-lama a invité les Tibétains à renoncer aux célébrations de Losar, des voix s'étant élevées au Tibet, selon lui, pour demander que Losar ne soit pas célébré. Selon le comité de coordination du monastère de Kirti en exil, des moines des monastères de Kirti et de Sey dans le comté de Ngaba et des laïcs ont organisé une manifestation assise en commémoration des personnes tuées lors des troubles de 2008,.
2013 marque la 5e année de renoncement aux célébrations, en relation avec les immolations de Tibétains (au moins 83 en 2012).
Selon China Tibet News, le 11 février 2013, les Tibétains ont commencé les festivités du Losar du serpent d'eau. Lhassa est couverte de drapeaux de prières, depuis le toit des temples jusqu'à celui des maisons. Un internaute rapporte que la foule des pèlerins et visiteurs au Jokhang était si dense qu'il avait mis cinq heures pour faire le tour de l'édifice.

## Appels à l'annulation des festivités de 2025
La communauté tibétaine de France annule les festivités du Losar en solidarité avec les victimes du séisme de Dingri.

## Dates
Le calendrier tibétain est un calendrier luni-solaire. Le Losar est célébré du premier au troisième jour du premier mois lunaire. 
| Année grégorienne | Année tibétaine | Losar*     | élément, animal et genre                     |
| ----------------- | --------------- | ---------- | -------------------------------------------- |
| 2000              | 2127            | 6 février  | Dragon de fer mâle                           |
| 2001              | 2128            | 24 février | Serpent de fer femelle (ou serpent de métal) |
| 2002              | 2129            | 13 février | Cheval d'eau mâle                            |
| 2003              | 2130            | 3 mars     | Mouton (ou chèvre) d'eau femelle             |
| 2004              | 2131            | 21 février | Singe de bois mâle                           |
| 2005              | 2132            | 9 février* | Oiseau (ou coq) de bois femelle              |
| 2006              | 2133            | 28 février | Chien de feu mâle                            |
| 2007              | 2134            | 18 février | Cochon de feu femelle                        |
| 2008              | 2135            | 7 février  | Souris de terre mâle                         |
| 2009              | 2136            | 25 février | Bœuf de terre femelle                        |
| 2010              | 2137            | 14 février | Tigre de fer mâle                            |
| 2011              | 2138            | 5 mars     | Lièvre de fer femelle                        |
| 2012              | 2139            | 22 février | Dragon d'eau mâle                            |
| 2013              | 2140            | 11 février | Serpent d'eau femelle                        |
| 2014              | 2141            | 2 mars     | Cheval de bois mâle                          |
| 2015              | 2142            | 19 février | Brebis/chèvre de bois femelle                |
| 2016              | 2143            | 8 février  | Singe de feu mâle                            |
| 2017              | 2144            | 27 février | Oiseau (ou coq) de feu femelle               |
| 2018              | 2145            | 16 février | Chien de terre mâle                          |
| 2019              | 2146            | 5 février  | Femelle Cochon/Sanglier                      |
| 2020              | 2147            | 24 février | Souris mâle de métal                         |
| 2021              | 2148            | 12 février | Bœuf de métal femelle                        |
| 2022              | 2149            | 3 mars     | Tigre d'eau mâle                             |
| 2023              | 2150            | 21 février | Lièvre d'eau femelle                         |
| 2024              | 2151            | 10 février | Dragon de bois mâle                          |
| 2025              | 2152            | 28 février | Serpent de bois femelle                      |

* Note : La date de début de Losar dépend du fuseau horaire où l’on se trouve. Par exemple, en 2005, Losar a commencé le 8 février dans les fuseaux horaires des États-Unis et le 9 février dans les fuseaux horaires de l'Asie.